# Vực nước xoáy

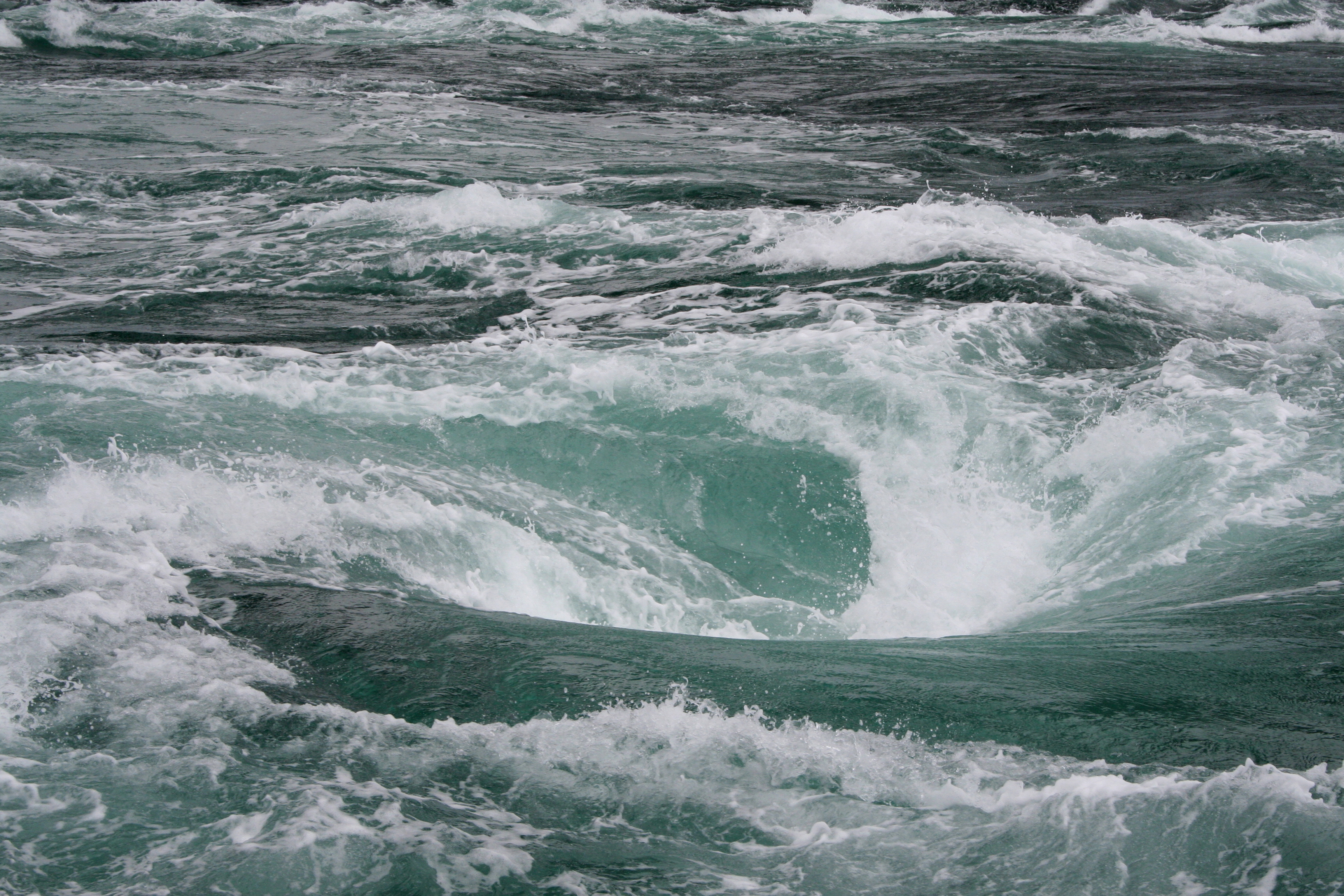
Vực nước xoáy ở Eo biển Naruto, Nhật Bản

Vực nước xoáy (còn gọi là xoáy nước) là hiện tượng thiên nhiên do hai dòng nước ngược chiều gặp nhau và cuốn vòng, thường thấy ở những eo biển hẹp với lượng nước lớn dồn lại vì sức thủy triều. Sức hút thường không đủ mạnh để nhấn chìm tàu bè nhưng có thẻ gây nạn cho ghe xuồng nhỏ. Vực nước xoáy cũng xuất hiện ở chân thác nước hay ghềnh nước vì nước di chuyển tương tự với dòng chảy xiết đảo lộn không thuận chung về một hướng.
Trường hợp thủy triều tạo ra vực nước xoáy là vì luồng nước ròng chưa rút xong thì luồng nước lớn đã ùa vào. Hai dòng ngược nhau khiến tầng nước trên và tầng nước dưới không hoà với nhau,  tạo ra lốc xoáy.